# Процес сарадње у југоисточној Европи
Процес сарадње у Југоисточној Европи (ПСуЈИЕ) покренут је 1996. године са циљем да се Југоисточна Европа трансформише у регион стабилности, безбедности и сарадње у складу са европским интеграционим токовима, а кроз унапређење међусобног дијалога и сарадње на свим нивоима и у свим областима од заједничког интереса. У раду ПСуЈИЕ у својству пуноправних чланова учествује дванаест земаља: Албанија, Босна и Херцеговина, Бугарска, Црна Гора, Грчка, Хрватска, Северна Македонија, Молдавија, Румунија, Србија, Словенија и Турска.
Србија се у пуном капацитету укључила у активности ПСуЈИЕ на Самиту у Скопљу одржаном у октобру 2000. године.
На Самиту ПСуЈИЕ, одржаном 25. јуна 2014. године у Букурешту, Република Србија је, поштујући постигнуте договоре, прихватила учешће „Косова*“ (са звездицом и познатим текстом фусноте) у активностима ПСуЈИЕ, на равноправној основи, али без прејудицирања статуса и у складу са Договором о регионалном представљању и сарадњи и Бриселским споразумом.